# Bernardo Guadagni
Bernardo Guadagni (Florencia, ca. 1367 - Pisa, 1434) fue un banquero y político florentino, notorio por ser el Gonfaloniero de Justicia de la República de Florencia en tiempos de Cosme de Médici. Su carrera se extendió durante 4 décadas, y ocupó casi todos los puestos de responsabilidad de la República de Florencia, de la que también fue embajador en numerosas ocasiones. Desarrolló una importante actividad comercial y bancaria tanto en Florencia como ante la Santa Sede y en el sur de Francia, donde tenía intereses comerciales.

## Biografía
Guadagni nació en Florencia en 1367 o 1368 en el seno de una familia acomodada, hijo de Vieri Guadagni (banquero de profesión) y de Bernarda Lulla, hija de Andrea Rucellai. Sus padres habían contraído matrimonio en 1363. Su padre murió prematuramente al inicio de su carrera política en 1368. Vieri se había convertido en uno de los líderes de la facción oligárquica liderada por los Albizzi; los Albizzi protegerían a la viuda y tomaron a Bernardo a su hermano menor, también llamado Vieri, bajo su pupilaje. 
En 1385 Guadagni se casó con Bartolomea di Gregorio Cardinali, que fallecería en 1394. En 1395 se casó con Francesca di Andrea di Bindo Bardi, que fallecería en 1400. En 1401 se casó por tercera vez, esta vez con Giovanna di Filippo Ardinghelli. Todas sus esposas procedían de importantes familias de la alta sociedad florentina de la épica. Tuvo siete hijos: Antonio, muerto en la infancia, Nicola, Francesca, Piero, Giovanni, Filippo y un segundo Antonio.

## Carrera política
La carrera política de Guadagni fue brillante y rápida. En 1391 fue elegido miembro de los tre maggiori, a saber, los tres grandes órganos de gobierno de la república florentina: los Doce Buonuomini (el consejo de doce hombres buenos), portaestandartes del gonfaloniero, y la signoria. A partir de ese momento se convirtió en uno de los principales actores del régimen oligárquico que recientemente había tomado el control de Florencia. Guadagni fue un destacado miembro del partido de los Albizzi, representantes de la vieja aristocracia florentina, y opuestos a la facción de los Médici, que representaban a las clases medias y la burguesía. Los Albizzi permitieron que Guadagni y su hermano Vieri asumieran innumerables cargos en el gobierno de Florencia, y que desarrollaran una intensa labor diplomática en una época especialmente difícil para Florencia, por cuanto se hallaba sumida en una serie de costosas guerras contra los Visconti de Milán. En 1393 fue elegido de nuevo para la signoria, y formó parte de la bailía que decretó el destierro perpetuo de los Alberti. A partir del 1 de enero de 1394 se convirtió en Gonfaloniero de Compañía, y el 15 de diciembre de ese mismo año fue elegido uno de los Doce. El 1 de marzo de 1396 fue elegido prior de la república, y el 9 de octubre, elegido capitán de la Romagna florentina.
A partir de 1397 ocupó una serie de puestos administrativos de importancia en la república. En 1397 fue recaudador de las Gabelas de contratos (una forma de impuesto); en 1398, podestà de Castiglione; en 1400 se convirtió en gobernador de Arezzo. En 1401 tomó parte en el debate sobre el destino de Antonio Alberti; más tarde, el 1 de abril, fue elegido capitán de Pistoia. Desde el 2 de enero de 1402 fue parte del consejo de los Diez; a partir del 5 de marzo de 1403 fue vicario de Valdarno, en San Miniato, con la tarea de tratar de poner fin a la larga guerra contra Pisa. Sin embargo, el 1 de octubre de 1403 se convirtió en superintendente de Stinche; 15 de septiembre fue elegido de nuevo para el consejo de los Doce. El 17 de diciembre de 1404 fue nombrado recaudador de la gabela sobre el vino; de 1 de febrero de 1406 fue un oficial de las puertas de Florencia.
En mayo de 1404 fue miembro de una embajada a Piombino junto con Antonio Alessandri. El 19 de agosto de 1404 fue enviado junto con Bartolomé Popoleschi como embajador ante el rey de Francia, Carlos VI, para exponer los motivos que llevaron Florencia a hacer la guerra contra Pisa. Durante el viaje, sin embargo, cuando cruzaba Borgoña, los dos embajadores fueron encarcelados por el Duque de Borgoña, Juan sin miedo, que era aliado de Pisa. El Duque de Borgoña exigió un cuantioso rescate, que fue enviado en enero de 1407 junto con Bonaccorso Pitti, que negoció la liberación de Guadagni y Popoleschi con gran dificultad.
Guadagni volvió a Florencia en abril de 1408, y el 8 de agosto fue elegido para el consejo de los Diez. El 12 de febrero de 1409 intervino en las consultas políticas en favor del mantenimiento de las relaciones diplomáticas con el rey de Nápoles, Ladislao I de Nápoles. Fue custodio de los Ocho desde el 26 de febrero; el 29 de agosto dejó el puesto al ser nombrado portaestandartes de la Signoria. En febrero de 1410 fue enviado, junto con Giovanni Serristori, a Bolonia, donde se reunió con el Papa Alejandro V, para ayudarlo a retomar Roma.

#### Gonfaloniero de Florencia
El 1 de enero de 1411 fue elegido Gonfaloniero de Justicia, el máximo cargo ejecutivo de la república. Durante el transcurso de su mandato (de dos meses) se firmó la paz con Ladislao I de Nápoles, que llevó a que Florencia adquiriera Cortona, Pierle y Mercatale. El 1 de marzo de 1411 recibió el encargo, junto con Giovanni Gianfigliazzi, Michele di Vanni Castellani y Gino Capponi, de acompañar al antipapa Juan XXIII de Bolonia a Roma; en abril del mismo año se clasificó para las tres principales oficinas en las elecciones. El 31 de agosto de 1411 todavía era el oficial de la Abundancia y 2 de diciembre de 1412 fue nombrado vicario de Valle Serchio.
El 16 de junio de 1413 fue enviado a Siena, junto con Iacopo Gianfigliazzi, Filippo Corsini y Michele Castellani para reunirse con el antipapa Juan XXIII, que había sido desterrado de Roma: el propósito de la misión era impedir que el antipapa fuera a Florencia para evitar enfadar al rey de Nápoles. En agosto de 1413 Guadagni se comprometió a garantizar la imposición de un impuesto especial y, a partir del 1 de octubre fue el capitán de la Compañía de Orsammichele. El 1 de julio de 1414 fue elegido custodio de Santa Reparata; el 7 de julio después de que el tratado de paz entre la Signoria florentina y Ladislao de Nápoles, Guadagni recibió orden de, junto con Niccolò di Giovanni da Verrazano, viajar a Bolonia a visitar al antipapa Juan XXIII para reafirmar la alianza del clérigo con Florencia. En el ínterin murió Ladislao I, con lo que Guadagni negoció una tregua entre el Papa y la nueva reina de Nápoles, Juana II de Nápoles.

#### Alcalde y capitán de Pisa
El 12 de junio de 1415 fue elegido para el consejo de los Doce; el 18 de octubre fue miembro de los Diez de Pisa; el 6 de febrero de 1416, fue a Bolonia con Giovanni de Nofri Arnolfi para ofrecer ayuda a la ciudad que se había rebelado contra la autoridad eclesiástica; a partir del 10 de junio del mismo año, fue alcalde en Pisa. El 11 de febrero de 1417 se convirtió en un interventor de la Ciudad y el 1 de julio de 1420 fue elegido trabajador de Santa María del Fiore.
Por asuntos de negocios, en el otoño de 1420 se trasladó por algún tiempo a Francia. En 1421, de hecho, mientras él estaba en la Provenza, la Signoria le encargó, junto con Michele Pazzi, que protestara ante la regente Yolanda de Aragón, viuda de Luis II de Anjou, porque en uno de sus puertos algunas naves, las cargas de mercancías de Florencia, habían sido saqueadas.
Volvió a Florencia en 1422. El 15 de marzo de 1422 fue elegido de nuevo para los Doce; el 10 de julio fue enviado a Perugia junto con Niccolo dei Nobile para entrevistarse con Andrea Fortebracci (Braccio da Montone), pidiéndole que desistiera de las incursiones en el territorio de Città di Castello. El 1 de octubre de ese año fue nombrado capitán en Pistoia. En 1423 fue elegido comisario general en el ejército de Florencia en Romaña para contrarrestar el avance de Filippo Maria Visconti, duque de Milán y, desde el 1 de abril fue miembro del consejo de los Seis. El 21 de julio de 1423, nombrado capitán de las galeras, partió de Pisa con dos naves enviadas a Alejandría. El 19 de abril de 1425 se convirtió en uno de los interventores de Pisa y del 17 de septiembre fue nombrado capitán en Pisa.
En mayo de 1428 Guadagni ganó la votación para Gonfaloniero de Justicia; ese año fue enviado como comisario general de campo a Lombardía. Se detuvo entre otros lugares en Mantua, donde estuvo hasta julio para reunir las tropas al servicio de Florencia y la Toscana. Tuvo que investigar el robo que se produjo en esa ciudad de 4120 florines, destinados a la paga del ejército. Aunque Florencia repuso la soldada, Guadagni fue condenado a pagarla, con lo que contrajo deudas con la Signoria.
El 29 de enero de 1429 intervino en la introducción de la evaluación de la propiedad catastral; el 3 de mayo fue elegido miembro de los Diez de Pisa. En 1430 fue enviado como embajador ante el Papa Martín V, para exponer las razones que llevaron a la decisión de Florencia para declarar la guerra a Lucca. El 6 de mayo, fue elegido oficial de la carne y 21 de junio siguiente embajador, junto con Piero Luigi Guicciardini, en Venecia.
El 13 de enero de 1433 Guadagni se mostró en contra de la petición de la República de Venecia de que Florencia no firmara la paz con el duque de Milán. El 1 de septiembre de ese mismo año fue elegido Gonfaloniero de Justicia por última vez.

## Relación con los Médici y los Albizzi
Parece que su elección como Gonfaloniero por última vez fue impulsado por Rinaldo Albizzi, que propició también la cancelación de las deudas que Guadagni tenía todavía con el municipio. El propósito de esta maniobra política era detener el ascenso de Cosme de Médici. Cavalcanti informó de la apelación que Rinaldo se dirigió a Guadagni, como Gonfaloniero de Justicia, pidiéndole en nombre de la salvación de la república el arresto de Cosme, que según Albizzi había conspirado para convertir Florencia en un feudo de los Medici. Guadagni presidió el consejo de los Siete donde se iba a acordar el arresto y ajusticiamiento de Cosme, pero parece que este evitó su ejecución sobornando con 1.000 florines al propio Guadagni que, de este modo, se unió a la facción que favorecía el exilio de Cosme; la decisión de los siete, muy polémica, forzó a Guadagni a convocar una asamblea de la república. Se creó un bailía, un consejo con poderes especiales, que decretó que los Medici habían de ser desterrados a Padua durante cinco años. Para evitar problemas con los Albizzi, Guadagni, que era miembro de la bailía, no estuvo presente en la votación con la excusa de estar indispuesto.
Al salir Cosme de Médici de Florencia camino al exilio, el hijo de Rinaldo de Albizzi, Ormannozzo de Albizzi, se había reunido una tropa de hombres armados para atentar contra la vida de los Médici. Sabedor de esto, Guadagni puso a disposición de Cosme a una escolta para llevarlo en secreto por la noche a su casa, donde cenó con Cosme, para al día siguiente escoltarlo al exilio con una defensa adecuada.
En octubre de 1433 Guadagni ganó la votación para las tres oficinas principales de la república; después, por decisión de la Signoria, fue nombrado capitán de Pisa por un año el 11 de marzo de 1434.

### Inhabilitación y fallecimiento
El regreso de Cosme de Médici a Florencia, en octubre de 1434, marcó el final del control de los Albizzi del gobierno de la república; pese a haberlo ayudado y encontrarse ausente en Pisa, el 3 de noviembre un consejo especial inhabilitó a Guadagni para ejercer cualquier cargo público.
Guadagni murió en 1434 cuando regresaba a Florencia desde Pisa, donde todavía era capitán, para ser sometido a juicio. Se dice que cayó súbitamente muerto, quizás envenenado.

## Posición económica
En 1427 Guadagni presentó su certificado catastral, que mostraba que vivía en una casa ubicada en el pueblo de S. Pier Maggiore, y que poseía numerosas propiedades situadas en su mayoría en San Juan en Remole y Casentino. Esta declaración y las posteriores de 1430 y 1433 dan testimonio de la fortuna económica de Guadagni, basada en el comercio y por encima de todo en las actividades bancarias ejercidas en los últimos años por él y su hijo Felipe, no sólo en Florencia, sino también en Roma y en Provenza. En el registro de la Propiedad de 1430 se observa, por ejemplo, que en Aviñón disponía de un gran cargamento de sal. Entre los numerosos préstamos concedidos por Guadagni figuran grandes sumas prestadas al antipapa Juan XXIII y al conde de Provenza, Louis III de Nápoles.

## En la ficción
Desde octubre de 2016 Bernardo es interpretado por el actor Brian Cox en la miniserie Medici: Masters of Florence.